# Cantón de Montebourg
El cantón de Montebourg era una división administrativa francesa, que estaba situada en el departamento de Mancha y la región de Baja Normandía.

## Composición
El cantón estaba formado por veintidós comunas:
- Azeville
- Écausseville
- Émondeville
- Éroudeville
- Flottemanville
- Fontenay-sur-Mer
- Fresville
- Hémevez
- Joganville
- Le Ham
- Lestre
- Montebourg
- Ozeville
- Quinéville
- Saint-Cyr
- Saint-Floxel
- Saint-Germain-de-Tournebut
- Saint-Marcouf
- Saint-Martin-d'Audouville
- Sortosville
- Urville
- Vaudreville

## Supresión del cantón de Montebourg
En aplicación del Decreto nº 2014-246 de 25 de febrero de 2014, el cantón de Montebourg fue suprimido el 22 de marzo de 2015 y sus 22 comunas pasaron a formar parte del nuevo cantón de Valognes.